# Gulisi Garifuna Museum

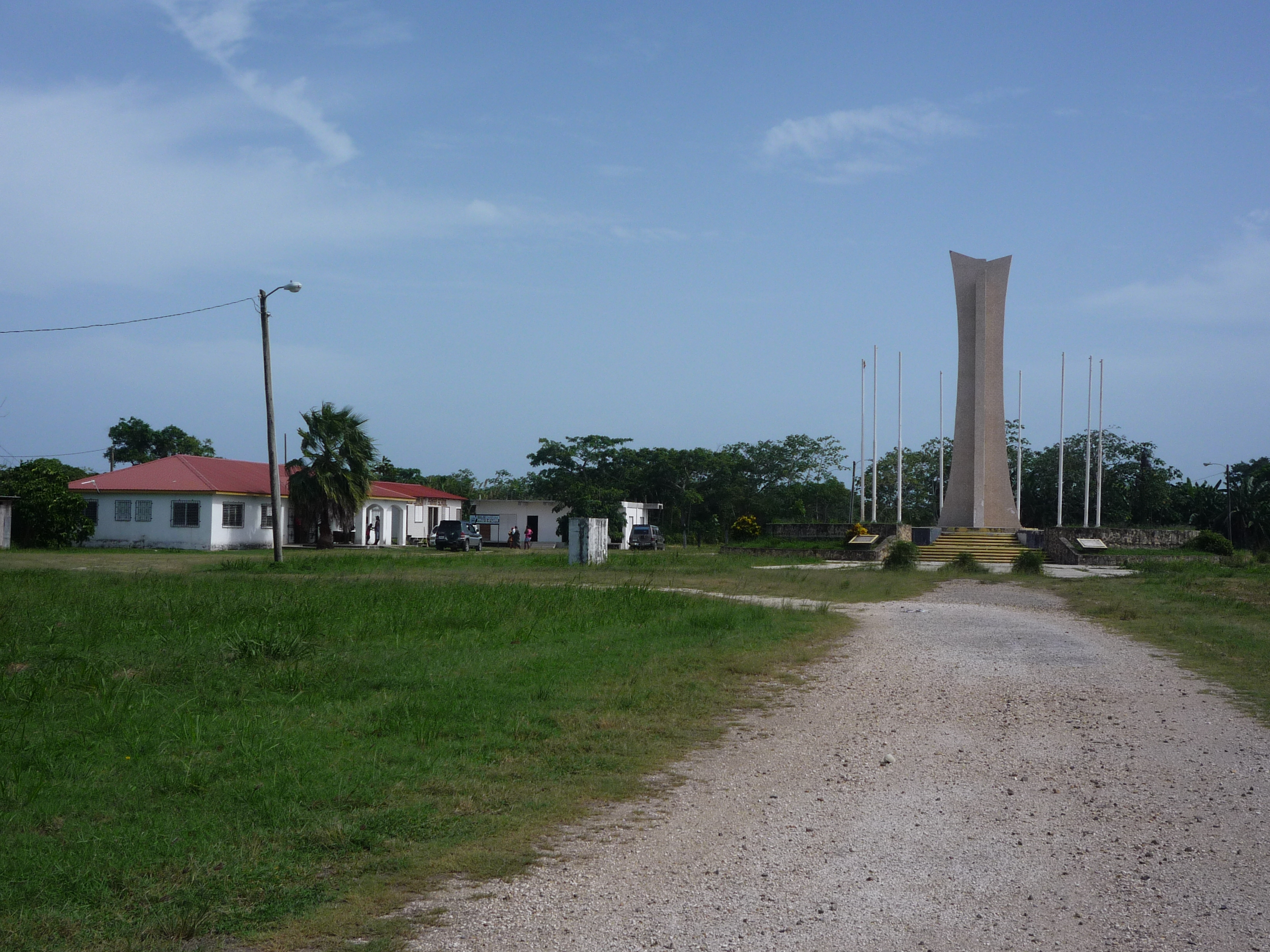
Gulisi Garifuna Museum

Das Gulisi Garifuna Museum ist ein ethnographisches Museum in Belize. 

## Hintergrund
Gulisi war eine Garifuna-Frau, die mit 13 Kindern nach Belize kam. Zu ihrem Andenken wurde ein Museum eingerichtet, welches die Kunst, Musik, Gebräuche und Glaubensvorstellungen der Garinagu (pl. v. Garifuna) darstellt. Garinagu sid Nachkommen von Afrikanern und Karibischen Ureinwohnern von der Insel St. Vincent. Die ersten Einwanderer erreichten Belize 1832. 2001 erklärte die UNESCO Sprache, Musik und Tanz der Garifuna zum Immateriellen Weltkulturerbe.

## Ausstellung
Das Museum befindet sich in Dangriga, Stann Creek District. Es zeigt eine Ausstellung zur Geschichte der Einwanderung der Garinagu in Belize im Zusammenhang mit Geschichte und Bräuchen. Es gibt Exponate zu Musik, Landwirtschaft und zu bestimmten Anlässen auch Tanzveranstaltungen.